# 迪亞曼特湖
34°09′S 69°41′W / 34.150°S 69.683°W

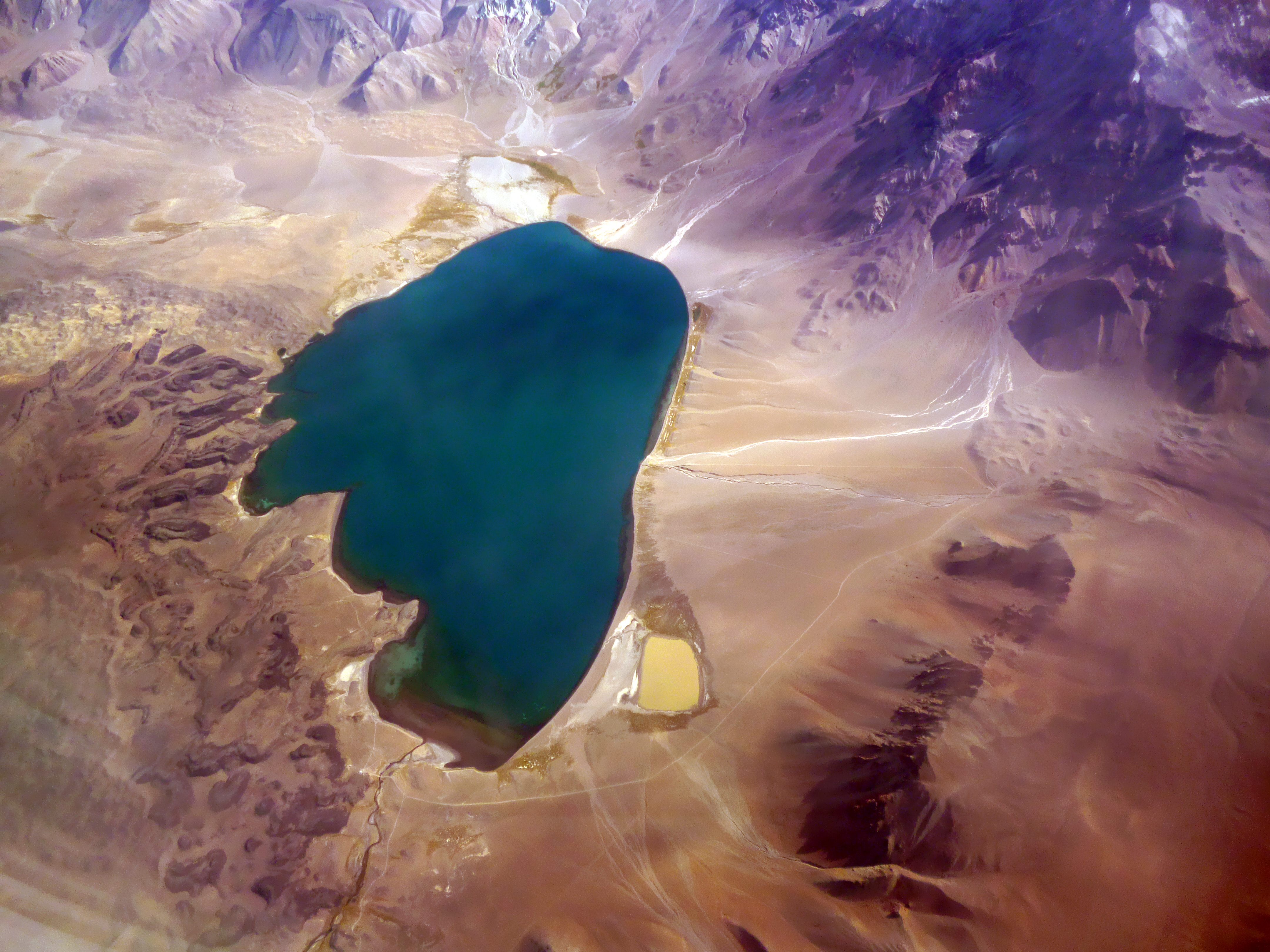

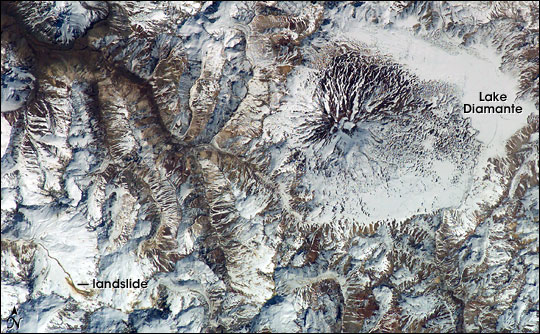

迪亞曼特湖是阿根廷的湖泊，由門多薩省負責管轄，距離門多薩198公里，面積14平方公里，海拔高度3,289米，最大水深70米，蓄水量5.2億立方米。